# Acanthephippium mantinianum
Acanthephippium mantinianum är en orkidéart som beskrevs av Lucien Linden och Célestin Alfred Cogniaux. Acanthephippium mantinianum ingår i släktet Acanthephippium och familjen orkidéer.
Artens utbredningsområde är Filippinerna. Inga underarter finns listade i Catalogue of Life.

## Bildgalleri

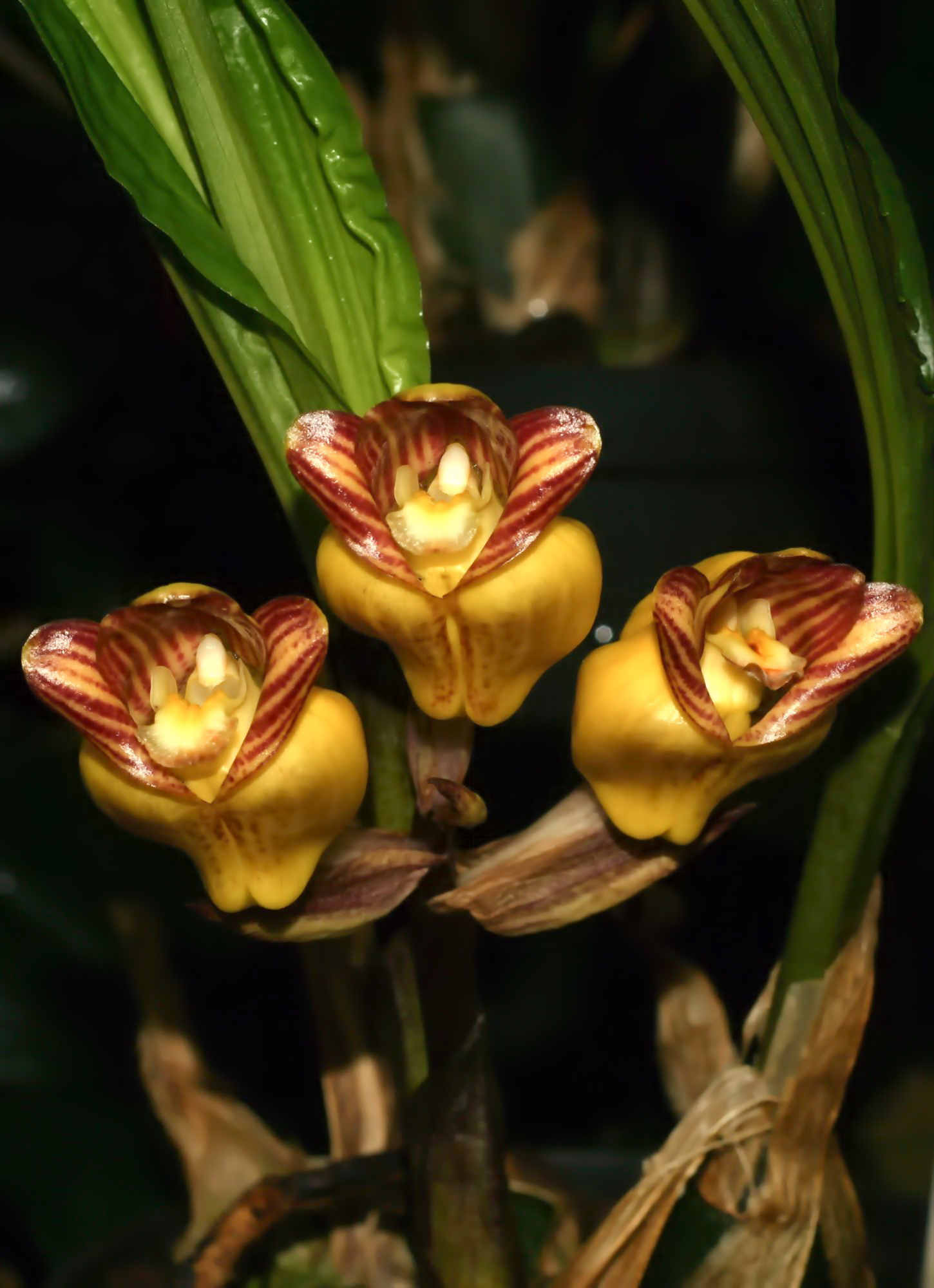
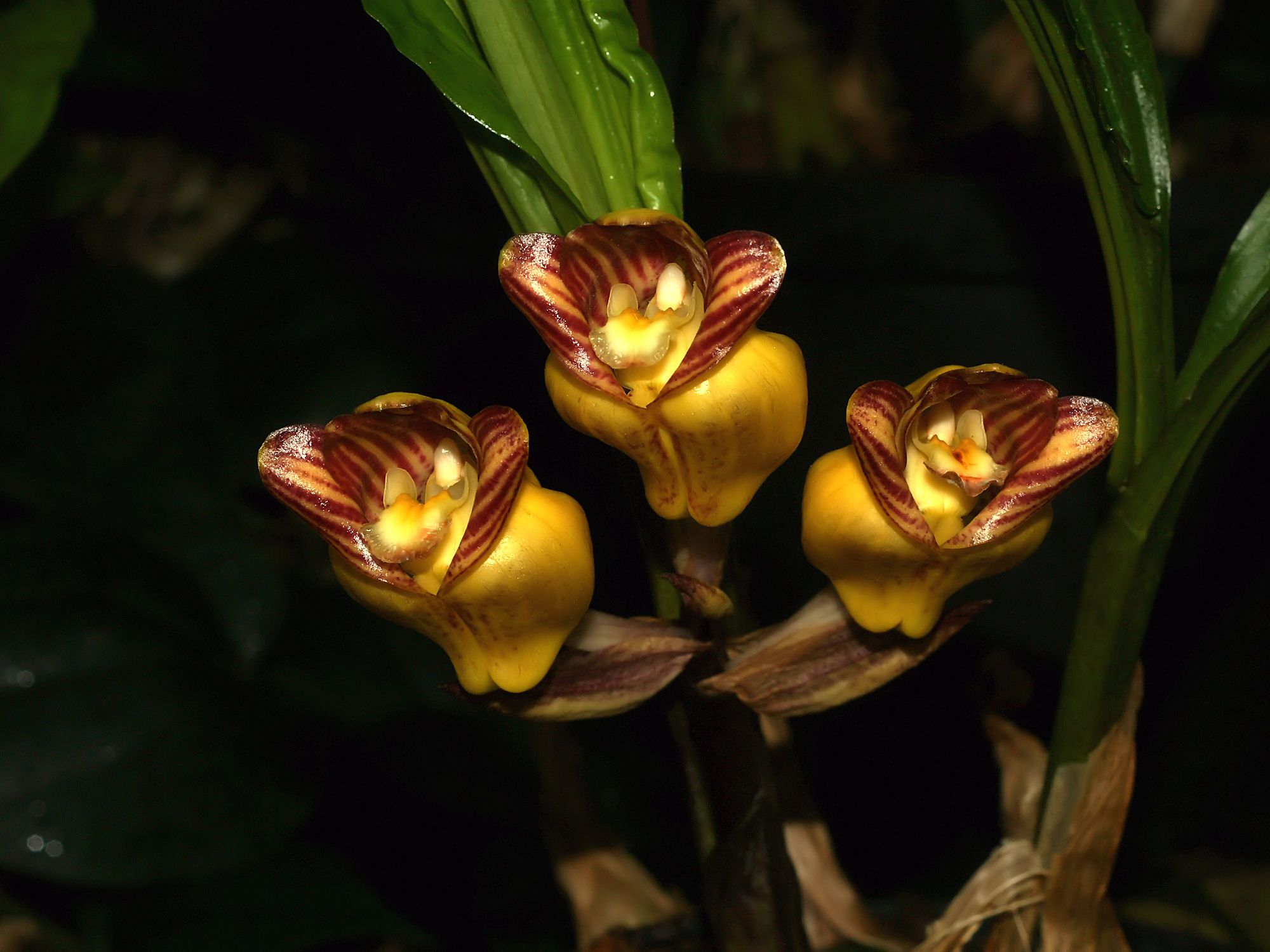
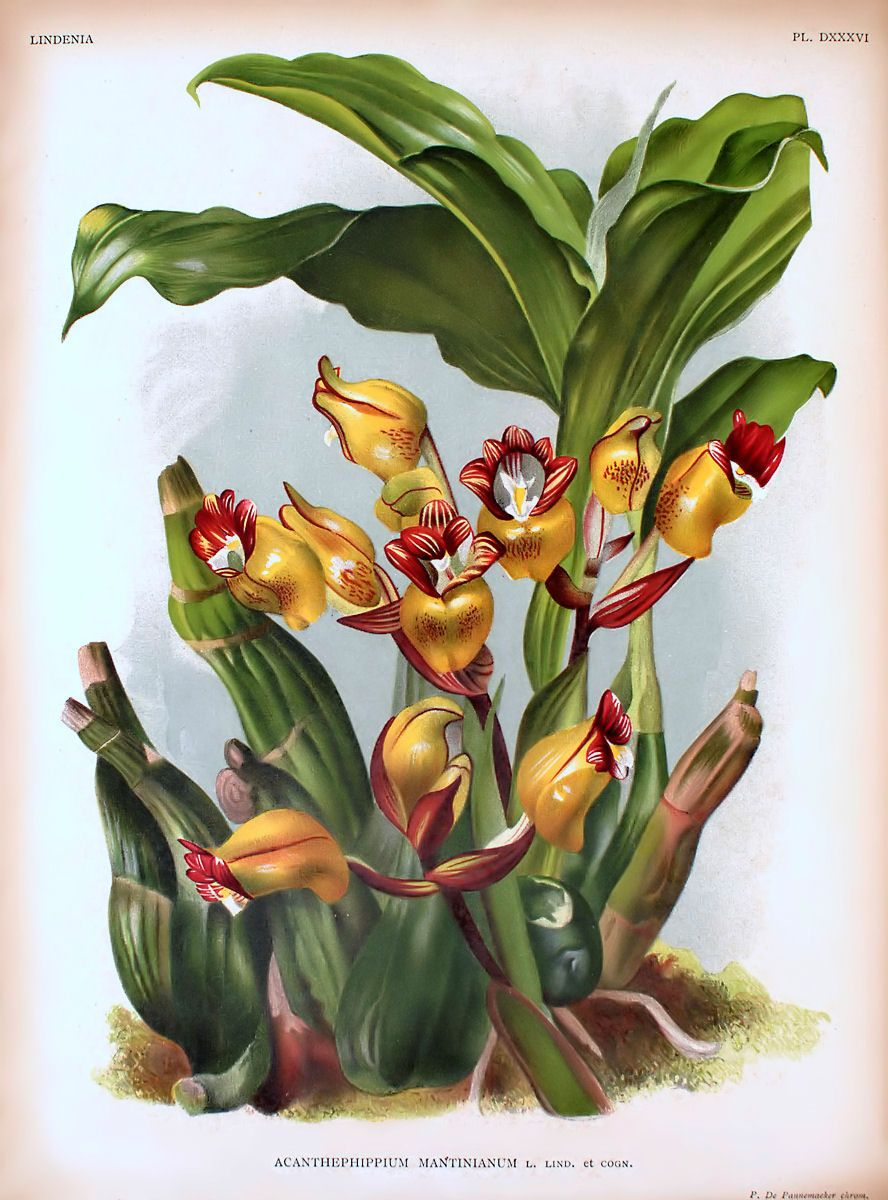